# Bagel
Il bagel o beygel (in yiddish בײגל‎?, beygl; in polacco bajgiel) è una pasta lievitata, tipica della cucina polacca ebraica; il cui impasto, una ciambella salata, viene cotto al forno dopo una breve bollitura in acqua.

## Caratteristiche

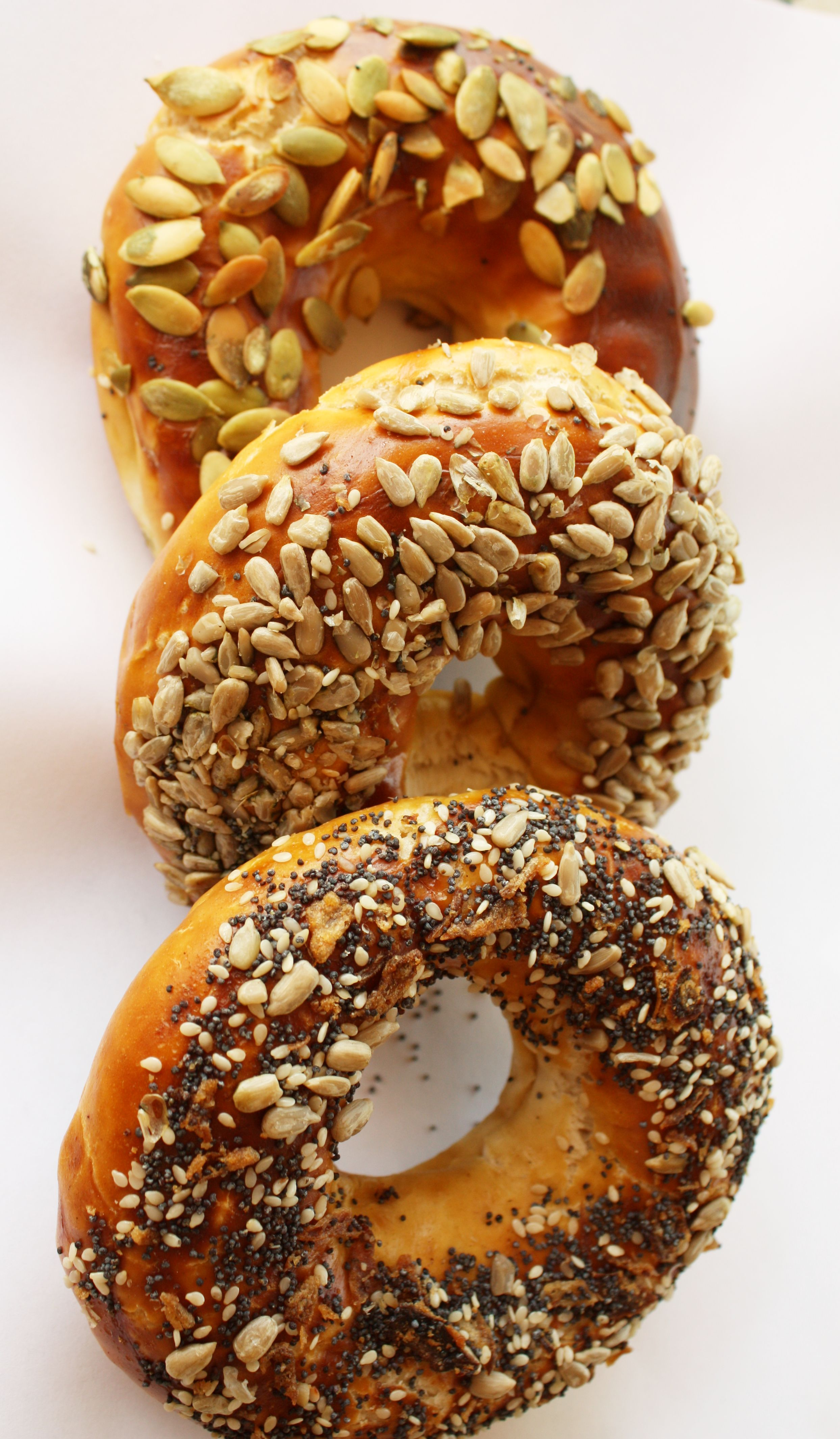
Bagel con diversi tipi di semi

Utilizzato in tutti i paesi dove esiste una comunità ebraica aschenazita, il bagel è un pane che si presenta denso all'interno e rosolato all'esterno. Può essere preparato al naturale o aromatizzato con semi di papavero, di cumino, o di sesamo. Alcuni bagel vengono cosparsi di sale sulla crosta.

## Storia
Di fattura molto semplice, i bagel sono stati introdotti negli Stati Uniti dagli immigrati ebrei provenienti dalla Polonia. La produzione di questi pani è diventata diffusa negli Stati Uniti, in Canada, nel Regno Unito e in Germania, soprattutto nelle grandi città con popolazione ebraica, come Montréal, New York, e Toronto, ognuna delle quali ha un modo particolare di preparazione.

## Origine
Nonostante una leggenda popolare che li vedrebbe nascere nel 1683, come omaggio di un panettiere di Cracovia al re polacco Jan III Sobieski (che aveva contribuito a salvare Vienna dall'invasione ottomana), la prima menzione dei bagel risale al 1610 all'interno delle "Disposizioni Comunitarie" della città di Cracovia (come riportato da Leo Rosten nel suo Le gioie dell'Yiddish), nelle quali si parla di bajgiel dati in omaggio alle donne in occasione del parto. La forma ad anello simboleggiava, infatti, il ciclo della vita e rappresentava un augurio di buona sorte.

## Preparazioni simili
In Russia ne esiste una variante molto simile, il bublik, che però è di dimensioni un po' più grandi. Questo tipo di pane ha un foro più ampio, ma è asciutto e di consistenza gommosa. I brezel austro-tedeschi, in particolare quelli grandi e morbidi, assomigliano molto ai bagel polacchi, ma sono diversi nella forma e mostrano una superficie scura e lucida, dovuta al bagno di acqua alcalina a cui sono sottoposti.